# La costurera
La costurera o Mujer joven cosiendo es una pintura al óleo atribuida a Velázquez y conservada en la National Gallery of Art de Washington desde 1937 por legado de su anterior propietario, Andrew W. Mellon. La obra, inacabada, se ha puesto en relación con una entrada en el inventario de los bienes dejados por Velázquez a su muerte en el que con el número 168 se citaba «Otra cabeça de una mujer açiendo labor». Para su ejecución se han fijado fechas que van desde 1640 hasta 1649, fecha del segundo viaje del pintor a Italia. Para José López-Rey, el carácter inacabado de la obra imposibilita la datación, aunque el parecido del modelo con la mujer retratada en La dama del abanico, que considera de 1635, haría pensar en una fecha próxima para la Costurera. El mismo López-Rey señala semejanzas con la Coronación de la Virgen que avalarían su autografía, discutida por críticos como Pantorba o Sánchez Cantón.

## Descripción
Para José Gudiol la dama retratada podría ser la esposa del pintor, Juana Pacheco, en tanto August L. Mayer pensó en su hija Francisca, esposa de Juan Bautista Martínez del Mazo, pero López-Rey objeta que siendo Mazo el autor del inventario de los bienes de Velázquez, no hubiese repertoriado el retrato de su esposa como simple escena de género, aunque su semejanza con otros modelos pudiera hacer pensar en una persona próxima al pintor.
El cuadro representa una media figura de mujer joven, en posición levemente ladeada, con amplio escote y pañoleta sobre los hombros, con la cabeza en escorzo concentrada en las labores de costura. Unos toques blancos en torno al cuello, destinados a dibujar en ellos un collar, parecen indicar que no se trata de una obrera, sino de una dama de cierta posición social. El moño recogido con una cinta roja da un toque de ligero color a los verdes grisáceos, pardos y blancos dominantes. El contorno de la figura ha sido solo rápidamente esbozado, buscando encajar las principales áreas de color sobre la imprimación verdosa. Posteriormente, realizó algunas correcciones en la línea de los hombros —acentuando la posición diagonal de la figura para darle más vida— y en la disposición de los dedos de la mano derecha, especialmente, reducidos a lo esencial, que no quedarán más dibujados tras esta corrección. Finalmente, trabajó sobre el rostro, aplicándole luces y sombras mediante veladuras hasta dejarlo casi completamente acabado, sin avanzar más en su terminación.